# Glyphis fowlerae
El tiburón fluvial de Borneo (Glyphis fowlerae) es un tiburón muy poco conocido de la familia Carcharhinidae. Su longitud máxima es de 78cm. Se cree que hay alrededor de 30 ejemplares en su hábitat natural. Se alimentan de Crustacea (cangrejos, langostas, bivalvos, camarones) y peces (peces óseos, peces primitivos de agua dulce).
Su reproducción es vivípara.

## Otros
Como indica su nombre, este tiburón vive en aguas poco profundas de los ríos y lagos de Borneo. Su hocico es totalmente cuadrado y robusto, su boca es ancha y sus dientes son afilados como una lanza. Tiene la aleta dorsal un poco más baja que la de los demás tiburones del género Glyphis y su coloración es plateada. Los machos llegan a medir 62 cm y las hembras los 78 cm. 
Esta especie está en peligro crítico.